# Colonia Ganadera
Colonia Ganadera är en ort i Mexiko.   Den ligger i kommunen Yahualica de González Gallo och delstaten Jalisco, i den centrala delen av landet, 400 km väster om huvudstaden Mexico City. Colonia Ganadera ligger 1 856 meter över havet och antalet invånare är 209.
Terrängen runt Colonia Ganadera är kuperad norrut, men söderut är den platt. Terrängen runt Colonia Ganadera sluttar österut. Runt Colonia Ganadera är det ganska glesbefolkat, med 47 invånare per kvadratkilometer. Närmaste större samhälle är Yahualica de González Gallo, 3,0 km nordost om Colonia Ganadera. I omgivningarna runt Colonia Ganadera växer huvudsakligen savannskog.